# Palaeeudyptes antarcticus
Palaeeudyptes antarcticus es la especie tipo del género extinto de pingüinos Palaeeudyptes. Es una especie de gran tamaño, aunque probablemente con una gran variación de envargadura. Aunque solo se puede estimar el tamaño medio de forma muy aproximada, las aves encontradas tenían una altura en vida entre los 110 y 140 cm (algo más grandes que el pingüino emperador), situando a esta especie y a su congénere Palaeeudyptes marplesi entre los pigüinos más grandes conocidos. Es la única especie perteneciente a Palaeeudyptes conocida que sobrevivió hasta época más moderna, aunque no ha sido posible determinar con exactitud el período durante el que vivió. Podría haber evolucionado a partir de P. marplesi, o incluso podría ser que ambos fueran una sola especie cuyo tamaño fue decreciendo ligeramente con el tiempo.
P. antarcticus fue el primer pingüino fósil conocido por la ciencia. Fue descrito en 1859 a partir de un único hueso tarsometatarso (BM A.1084), ligeramente deteriorado, encontrado en calizas de Otekaike procedentes del Oligoceno superior (23 a 28 millones de años, posiblemente hasta los 34 millones de años) en Kakanui, Nueva Zelanda. Hay una datación más antigua a partir de otros huesos encontrados en la formación La Meseta, en la Isla Seymour procedentes del Eoceno (34 a 37 millones de años), lo que supone un rango temporal muy grande, y no es completamente seguro que todos los huesos pertenezcan a una sola especie.
Solo hay un fósil inequívocamente asignado a esta especie, pero hay numerosos huesos más que se han encontrado que también podrían pertenecer a ella. Cuando se encontraron fueron asignados de forma poco crítica a P. antarcticus, simplemente porque en la época no se conocían otras especies de grandes pingüinos y todavía no han sido revisadas según los parámetros científicos actuales. Aunque algunos ya se sabe que no pertenecen a este género, muchas otras de estas asignaciones poco seguras a P. antarcticus y P. marplesi tienen tamaños intermedios, lo que apoyaría la teoría de que estos taxones en realidad podrían ser una única especie.